# Exechonella horrida
Exechonella horrida är en mossdjursart som först beskrevs av James Barrie Kirkpatrick 1888.  Exechonella horrida ingår i släktet Exechonella och familjen Exechonellidae. Inga underarter finns listade i Catalogue of Life.